# Departamento de General Donovan
Departamento de General Donovan är en kommun i Argentina.   Den ligger i provinsen Chaco, i den nordöstra delen av landet, 800 km norr om huvudstaden Buenos Aires. Antalet invånare är 13 385. Arean är 1,5 kvadratkilometer.
Terrängen i Departamento de General Donovan är mycket platt.
I omgivningarna runt Departamento de General Donovan växer huvudsakligen savannskog. Runt Departamento de General Donovan är det glesbefolkat, med 12 invånare per kvadratkilometer.